# 魂斗羅スピリッツ
『魂斗羅スピリッツ』（こんとらスピリッツ、英名:Contra III: The Alien Wars）は、1992年2月28日にコナミよりスーパーファミコン用ソフトとして発売されたアクションゲームである。『魂斗羅』シリーズの1つ。
本作は北米では『Contra III: The Alien Wars』、欧州では『Super Probotector - Alien Rebels』というタイトルで同年4月6日と11月19日にそれぞれ発売された。本項では移植作品についても併せて記述する。

## 概要
1988年アーケード版から続くシリーズ作品のスーパーファミコン用ソフトで、魂斗羅シリーズの3作目。
前作『スーパー魂斗羅』と同様、難易度は非常に高い。高性能なハード特性を生かし、多関節のキャラクターによる躍動感や、拡大・縮小機能を活かした派手な演出が特徴。
基本的なゲーム操作やパワーアップ要素などは従来通りだが、本作では横スクロールアクションが展開されるサイドビューステージ（1面、3面、4面、6面）と縦横スクロール＋画面回転が取り入れられたトップビューステージ（2面、5面）による構成となっており、擬似3D面は無くなっている。トップビューステージを2人でプレイする際には、開始時に選択したモードによって、1画面を2人で共有するか、2人で上下2画面を分割するかが変わる。また、全ての銃をボタン押しっぱなしで自動連射できるようになった。
1994年9月23日にゲームボーイ版、2002年11月14日にゲームボーイアドバンス用『魂斗羅ハードスピリッツ』というタイトルで、一部仕様を変更した移植版が発売された。またスーパーファミコン版が2007年1月16日にWiiのバーチャルコンソールで、2013年11月27日にWii Uのバーチャルコンソールで、2016年5月9日にNewニンテンドー3DSのバーチャルコンソールでそれぞれ配信された。

## イントロダクション
魂斗羅とは、熱き闘魂を生まれながらに持った、ゲリラ戦術の達人に与えられた名称である。
西暦2636年、エイリアン軍団は地球に対し、総力をかけた大規模な侵略作戦を開始した。その圧倒的な科学力と生命力の前に人類は無力だった。
エイリアンの侵攻から半年後、荒廃した都市に2人の男が現れる。対エイリアン戦闘のプロフェッショナル、ビルとランスはエイリアン軍団へついに反撃を開始するのだった。
今、魂斗羅最大の戦いが始まる。

## ステージ構成
ステージ1
エイリアンが支配する市街地を進み、その途中で中間要塞や中ボスの磁力重装甲車マグナスMk-2と交戦する。マグナスMk-2を倒してしばらく進むと爆撃機によるナパーム弾で地面が炎上し、火山弾や吹き上げるプロミネンスを避けながら安全な足場を飛び移ってゆく。その先で、ボスの奴隷獣タカが壁を壊して出現する。
ステージ2
崩れかけの高架道路を舞台にしたトップビューステージ。5か所に位置するドームディフェンダーを倒すとボスの多砲台掃討機ボスコスパイダーが出現する。
ステージ3
薄暗い工場地帯が舞台。足場の無い地帯で棒に捕まりながらギガフライの大群と闘う。そこを突破すると現れる中ボスの三段変形メカウォールウォーカーと戦いながら壁を昇って行き、浮遊鳥巣ガースベースの後に縦スクロール地帯をさらに昇ることになる。
ボスは二段構えでまずは兄弟ロボケニ1号&2号と戦い、倒すと大覚ロボビッグファズが出現する。
ステージ4
前半はエアバイクに乗り高速走行しながらの戦闘で、大勢のヘルライダースと闘ったのち高速戦車ブービー号が出現する。ブービー号を破壊した後、対魂斗羅戦艦ドドリゲスによる対地攻撃をくぐり抜ける。テトランダッカーを倒すと、味方ヘリの装備したミサイルに掴まってロケット忍者ササキとの空中戦。その後は自身の後方から大量に発射されるミサイルを飛び移りながら、ステージのボスであるドドリゲス・コア部との戦闘を行う。
ステージ5
切り立った断崖を舞台にしたトップビューステージで、足元の流砂によって勝手に位置や向きをずらされてしまう。5か所のオギージェネレーターを全滅させるとボスの極秘実験生物アントヘルが出現する。
ステージ6
最終ステージは有機的な構造のエイリアンの本拠地で、道中は短めでボスとの連戦を行う。現れる中ボス達は天王鬼竜神ジャバ、初代『魂斗羅』の最終ボスだった天王創魔心ゴメラモスキング、ファミリーコンピュータ版『SUPER魂斗羅』の最終ボスの陰獣キムコウ、メタルエイリアン、アーケード版『SUPER魂斗羅』の最終ボスの天王鬼ギャバの順。
ギャバを倒すと、その中から最終ボスの頭脳生命体サールが姿を現す。それを倒すと、魂斗羅は味方のヘリに掴まって脱出を図るが、サールは更に外骨格を装着し、フェロメドス6人衆となって魂斗羅に襲い掛かってくる。縦穴を垂直上昇するヘリに掴まりながら、壁を登って追いかけて来るフェロメドス6人衆を撃破するとエンディング。

## 登場人物
アメリカ版では設定変更に伴い、ビルとランスではなくジンボとサリーに差し替えられている。
ビル・ライザー (Bill Rizer)
1Pキャラクターとして使用できる主人公。カラーは青。アーノルド・シュワルツェネッガーがモデルである。
ランス・ビーン (Lance Bean)
2Pキャラクターとして使用する。カラーは赤。ビルの戦友。シルベスター・スタローンがモデルである。

## アイテム

### 銃
マシンガン (Machine Gun)
初期装備の武器。
スプレッドガン (Spread Gun)
弾が拡散する武器。弾丸自体の大きさもあって比較的広範囲を攻撃できる。
ファイヤーガン (Fire Gun)
ガス式のような火炎放射器。射程は短いが、威力が高めで障害物を貫通する。放射し続ける性質上、ボタン押しっぱなしでしか使えない。
レーザーガン (Laser Gun)
レーザー銃。連射性に劣り、当たり判定が細いが破壊力がある。トップビューステージでは継続して照射し続ける。
ホーミングガン (Homing Gun)
弾が敵を追尾する銃。クセのある武器だが、トップビューステージで真価を発揮する。
クラッシュガン (Crush Gun)
敵や障害物に当たるとその場で爆発を起こす銃。連射性に劣るものの、小さな爆発が継続してダメージを与えるため、威力が非常に高い。

### その他
バリア (Barrier)
入手すると一定時間攻撃を受けつけない状態になる無敵アイテム。
ボム (Bomb)
使用すると、画面に表示されている敵キャラクターにダメージを与えられる。

## 他機種版
| No. | タイトル                                                                                     | 発売日                                     | 対応機種                                           | 開発元             | 発売元   | メディア                                      | 型式                                   | 売上本数 | 備考 |
| --- | -------------------------------------------------------------------------------------------- | ------------------------------------------ | -------------------------------------------------- | ------------------ | -------- | --------------------------------------------- | -------------------------------------- | -------- | --- |
| 1   | 魂斗羅スピリッツ Contra - The Alien Wars Probotector 2                                       | 1994年9月23日 1994年10月 1995年            | ゲームボーイ                                       | ファクター5        | コナミ   | 1メガビットロムカセット                       | DMG-ACSJ-JPN DMG-ACSE-USA DMG-ACSP-EUR | -        | |
| 2   | 魂斗羅スピリッツ                                                                             | 1997年9月30日                              | スーパーファミコン                                 | コナミ             | コナミ   | フラッシュロムカセット （ニンテンドウパワー） | -                                      | -        | |
| 3   | Contra Advance - The Alien Wars EX 魂斗羅ハードスピリッツ Contra Advance - The Alien Wars EX | 2002年11月3日 2002年11月14日 2003年2月21日 | ゲームボーイアドバンス                             | KCET トーセ シング | コナミ   | ロムカセット                                  | AGB-AAWE-USA AGB-AAWJ-JPN AGB-AAWP     | -        | |
| 4   | 魂斗羅ハードスピリッツ                                                                       | 2005年11月3日                              | ゲームボーイアドバンス                             | KCET トーセ シング | コナミ   | ロムカセット                                  | AGB-P-AAWJ                             | -        | |
| 5   | 魂斗羅スピリッツ                                                                             | 2006年                                     | Windows                                            | コナミ             | アイレボ | ダウンロード (i-revo)                         | -                                      | -        | スーパーファミコン版の移植 |
| 6   | 魂斗羅スピリッツ Super Probotector: Alien Rebels Contra III: The Alien Wars                  | 2007年1月16日 2007年1月19日 2007年1月29日  | Wii                                                | KDE                | KDE      | ダウンロード (バーチャルコンソール)           | -                                      | -        | スーパーファミコン版の移植 |
| 7   | 魂斗羅スピリッツ Contra III: The Alien Wars Super Probotector: Alien Rebels                  | 2013年11月27日 2013年11月28日 2014年1月9日 | Wii U                                              | KDE                | KDE      | ダウンロード (バーチャルコンソール)           | -                                      | -        | スーパーファミコン版の移植 |
| 8   | Contra Advance - The Alien Wars EX 魂斗羅ハードスピリッツ Contra Advance - The Alien Wars EX | 2015年11月5日 2015年11月12日 2016年3月9日  | Wii U                                              | KDE                | KDE      | ダウンロード (バーチャルコンソール)           | -                                      | -        | ゲームボーイアドバンス版の移植                                                                                                   |
| 9   | 魂斗羅スピリッツ Contra III: The Alien Wars                                                  | 2016年5月9日 2016年5月19日                 | Newニンテンドー3DS                                 | KDE                | KDE      | ダウンロード (バーチャルコンソール)           | -                                      | -        | スーパーファミコン版の移植 |
| 10  | ニンテンドークラシックミニ スーパーファミコン                                                | 2017年9月29日 2017年10月5日                | -                                                  | 任天堂             | 任天堂   | 内蔵ソフト                                    | -                                      | -        | スーパーファミコン版の移植 |
| 11  | 魂斗羅 アニバーサリーコレクション                                                            | 2019年6月12日                              | PlayStation 4 Xbox One Nintendo Switch PC（Steam） | M2                 | KDE      | ダウンロード                                  | -                                      | -        | スーパーファミコン版、欧州SNES版(SUPER PROBOTECTOR ALIEN REBELS)を収録 アップデートにより英語版(Contra III:The Alien Wars)が追加 |

ゲームボーイ版
- 容量の都合により2人同時プレイや一部の敵キャラクターなどが削除された。その代わりにパスワード機能が導入され、スーパーゲームボーイに対応している。

ゲームボーイアドバンス版
- スーパーファミコン版をベースにしているが、ステージ2とステージ5が『魂斗羅ザ・ハードコア』のステージに差し替えられ、メインウェポンの切り替えと乱れ撃ち、ボムが削除された。2016年3月9日よりWii Uバーチャルコンソールにて配信開始。

## スタッフ
スーパーファミコン版
- ビジュアル・デザイナー
  - メイン、ディレクター：中里伸也
  - プレイヤー・キャラクター：猿田雅之
  - アシスト：ささきのりとし
- プログラマー
  - メイン、トップビュー：YAIPON（八井田満）
  - サイドビュー：1991/NAMI（菅波秀幸）
  - ヘルプマン：堀尾健一郎
- サウンド・デザイナー
  - プログラム、エフェクト：藤尾敦
  - 効果音：大内正徳、小林ひろし、谷口博史
  - 音楽：柳沢美紀、安達昌宣、岩瀬立飛
- スペシャル・サンクス
  - テクニカル・アドバイス：ふらのじゅん（上野雅弘）
  - パッケージ・デザイン：霜出健治、すみだひろみ
  - ベリー・サンクス：AC魂斗羅チーム、FC魂斗羅チーム、DMG魂斗羅チーム
- プロデューサー：北上一三

ゲームボーイ版
- メイン・プログラミング：ホルガー・シュミット
- アディショナル・プログラミング：ジェンズ・ピーターサム
- グラフィック：アンドレアス・エッシャー
- 音楽、効果音：ルドルフ・ステンバー
- プロデュース：ジュリアン・エッゲブレヒト

ゲームボーイアドバンス版
- プロデューサー：中里伸也
- ディレクター：いのうえひろよし
- アシスタント・ディレクター：おくむらてるゆき、宮川卓也
- ゲーム・デザイナー：宮川卓也
- プログラマー：たきぐちだいすけ、ごんどうたかひと、市丸俊彦
- デザイナー：渡邉武晴、いなおひとし
- サウンド・デザイナー：赤木智広
- アートワーク、イラスト：アシュリー・ウッド
- プロダクト・デザイン：北澤麻衣
- 題字：こぐちともあき
- プロダクトマネージャー：ほんだけんいちろう
- エグゼクティブ・プロデューサー：北尾剛三

## 評価
スーパーファミコン版
- ゲーム誌『ファミコン通信』の「クロスレビュー」では、7・8・7・6の合計28点（満40点）[8]、『ファミリーコンピュータMagazine』の読者投票による「ゲーム通信簿」での評価は以下の通りとなっており、24.02点（満30点）となっている[1]。この得点はスーパーファミコン全ソフトの中で20位（323本中、1993年時点）となっている[1]。その他、『SUPER FAMICOM Magazine』1993年8月情報号特別付録の「スーパーファミコンオールカタログ'93」巻末に収録されている「部門別ベスト30」では、総合20位、音楽・効果音15位、操作性21位、熱中度20位、お買い得度22位を獲得している[14]。

| 項目 | キャラクタ | 音楽 | 操作性 | 熱中度 | お買得度 | オリジナリティ | 総合  |
| 得点 | 4.15       | 4.11 | 3.96   | 4.23   | 3.77     | 3.80           | 24.02 |

ゲームボーイ版
ゲーム誌『ファミコン通信』の「クロスレビュー」では、5・5・5・4の合計19点（満40点）、『ファミリーコンピュータMagazine』の読者投票による「ゲーム通信簿」での評価は以下の通りとなっており、19.9点（満30点）となっている。
| 項目 | キャラクタ | 音楽 | お買得度 | 操作性 | 熱中度 | オリジナリティ | 総合 |
| 得点 | 3.3        | 3.4  | 3.2      | 3.5    | 3.3    | 3.3            | 19.9 |

ゲームボーイアドバンス版
ゲーム誌『ファミ通』の「クロスレビュー」では合計27点（満40点）となっている。